# Hans Berger (Gewerkschafter)

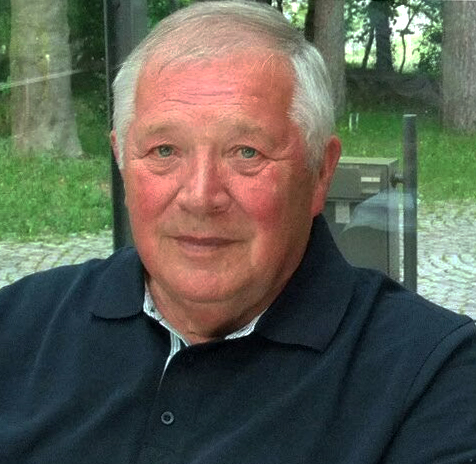
Hans Berger (2018)

Hans Berger (* 28. Februar 1938 in Alsdorf; † 6. Oktober 2022 in Saarbrücken) war ein deutscher Gewerkschafter und Politiker (SPD). Er war von 1990 bis 1998 Bundestagsabgeordneter und von 1990 bis 1997 Vorsitzender der IG Bergbau und Energie. Zuletzt war er Mitglied der IG Bergbau, Chemie, Energie und lebte in Klarenthal (Saarbrücken).

## Leben
Nach dem Besuch der Volksschule absolvierte Berger von 1953 bis 1956 eine Ausbildung zum Bergknappen (Bergmann) und arbeitete anschließend im Untertagebetrieb des Bergwerks Anna in Alsdorf.
Berger engagierte sich mit Beginn seiner Ausbildung in der IG Bergbau beziehungsweise IG Bergbau und Energie. 1949 wurde er Mitglied der Falken. Er war dort als Jugend- und Ortsverbandsleiter viele Jahre aktiv tätig. 1957 wurde er in der Ortsgruppe Alsdorf der IG Bergbau und Energie zum Schriftführer und später zum Ortsgruppenvorsitzenden gewählt. 1961 erfolgte die Wahl in den Betriebsrat des Bergwerks Anna.
Berger besuchte mit Beginn seiner ehrenamtlichen Gewerkschaftstätigkeit eine Reihe von Lehrgängen an der Gewerkschaftsschule Haltern am See.
Von 1964 bis 1966 studierte er an der Akademie für Arbeit in Frankfurt, wo er ein Jahr als Assistent arbeitete. Nach Abschluss der Frankfurter Zeit wurde er Sekretär seiner Gewerkschaft und arbeitete als Lehrer an der Gewerkschaftsschule in Haltern und anschließend elf Jahre als Betriebsräte- und Tarifsekretär im Bezirk Rheinland.
1978 wurde Berger zum Bezirksleiter seiner Gewerkschaft ins Saarland berufen. 1984 erfolgte seine Wahl in den Geschäftsführenden Vorstand seiner Gewerkschaft, 1988 wurde er 2. Vorsitzender und 1990 1. Vorsitzender.
In seiner Zeit als Vorsitzender fiel die schwierige Arbeit im Zuge der Wiedervereinigung und harte Auseinandersetzungen in der Energie- und Bergbauwirtschaft wegen zahlreicher Strukturbrüche. Auch die Fusion seiner Gewerkschaft mit der Chemie- und Gewerkschaft Leder wurde von Berger maßgeblich betrieben und gestaltet.
Berger war in wichtigen Aufsichtsräten der Bergbau- und Energiebranche tätig, meist als stellvertretender Vorsitzender.
1990 wurde Berger zum Vizepräsidenten des Internationalen Bergarbeiterverbandes gewählt.
1995 fusionierte der Verband und Berger wurde Präsident der International Federation of Chemical, Energy, Mine and General Workers’ Unions (Internationale der Chemie-, Energie-, Bergarbeiter und Fabrikarbeiter, ICEM). Diese Funktion hatte er bis zum Eintritt in den Ruhestand Ende 1998 inne.
Hans Berger trat 1957 in die SPD ein, in der er zahlreiche Funktionen ausübte. Von 1972 bis 1978 war er Mitglied des Kreistages des Kreises Aachen.
Von 1990 bis 1998 gehörte er zwei Perioden dem Deutschen Bundestag an. Dort arbeitete er im Ausschuss für Wirtschaft und im Ausschuss für Sozialpolitik. Berger wurde über die Landesliste der SPD in Nordrhein-Westfalen gewählt.
Von 1978 bis 1984 war er Mitglied des Vorstandes der Bundesknappschaft, von 1988 bis 1991 deren Vorsitzender.
Berger erhielt für seine Arbeit und seine Verdienste das Große Bundesverdienstkreuz, den Peter-Beier-Preis der Evangelischen Kirche Rheinland und die Honorarprofessur der Technischen Fachhochschule Georg Agricola in Bochum. 2017 erhielt Hans Berger den Ehrenring der Stadt Alsdorf.

## Privates
Er war verheiratet und Vater einer Tochter.